# 이스탄불 전차

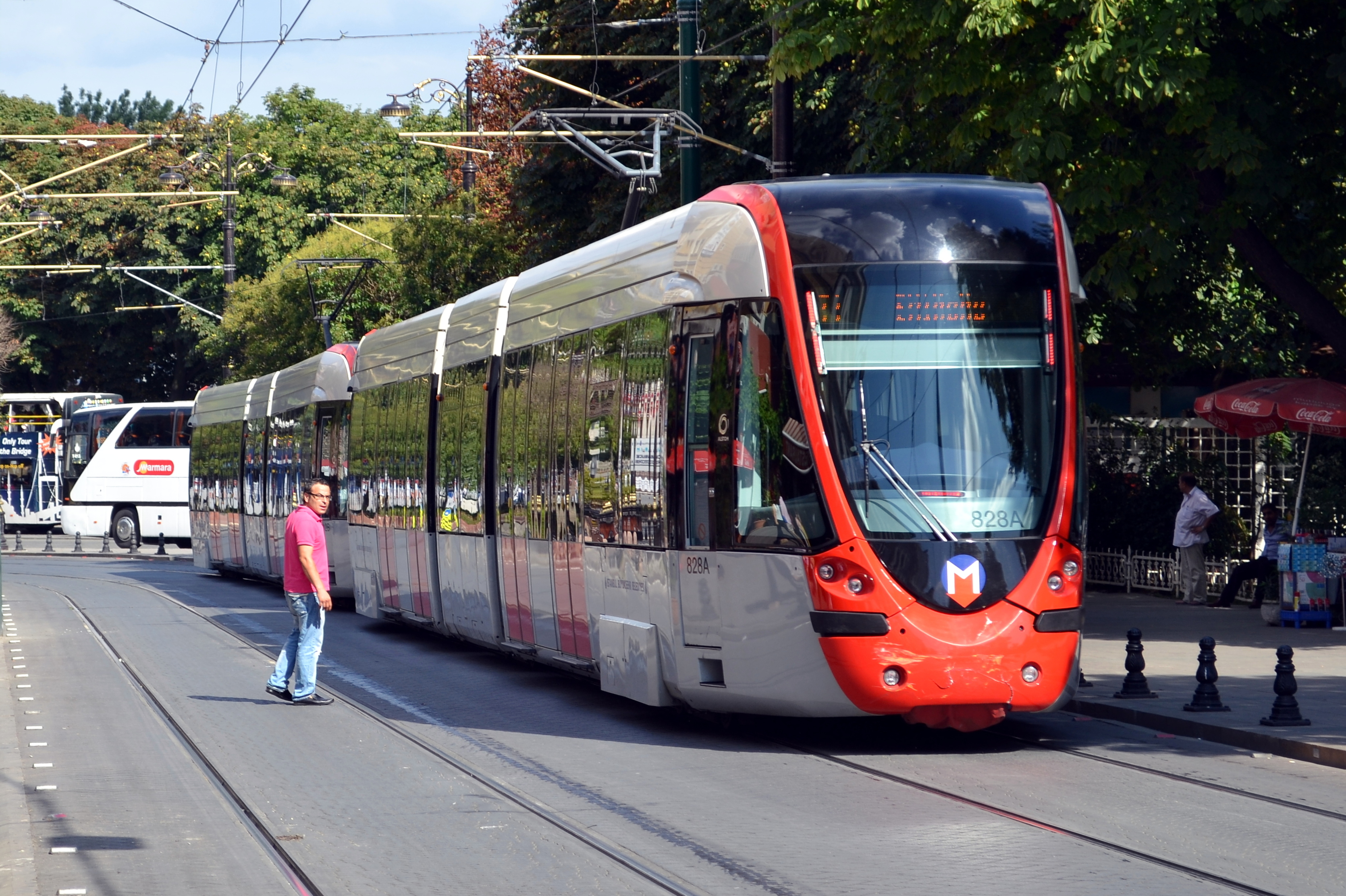
이스탄불 트램

이스탄불 전차(튀르키예어: İstanbul Tramvay)은 터키 이스탄불의 노면 전차다. 오스만 제국 시절부터 아시아 지구와 유럽 지구 양 쪽 모두에 운행됐다. 가장 처음 도입된 트램은 말이 끄는 마차철도였다. 그러다가 20세기 초반에 전차로 시스템이 변경됐다. 1966년에 옛 트램 시스템 서비스가 종료됐다.
트램은 1990년에 다시 도입되었다. 지금의 현대적인 트램 시스템은 1992년에 서비스가 시작됐다. 현재 이스탄불에는 3개의 트램 시스템이 서비스되고 있다.

## 역사

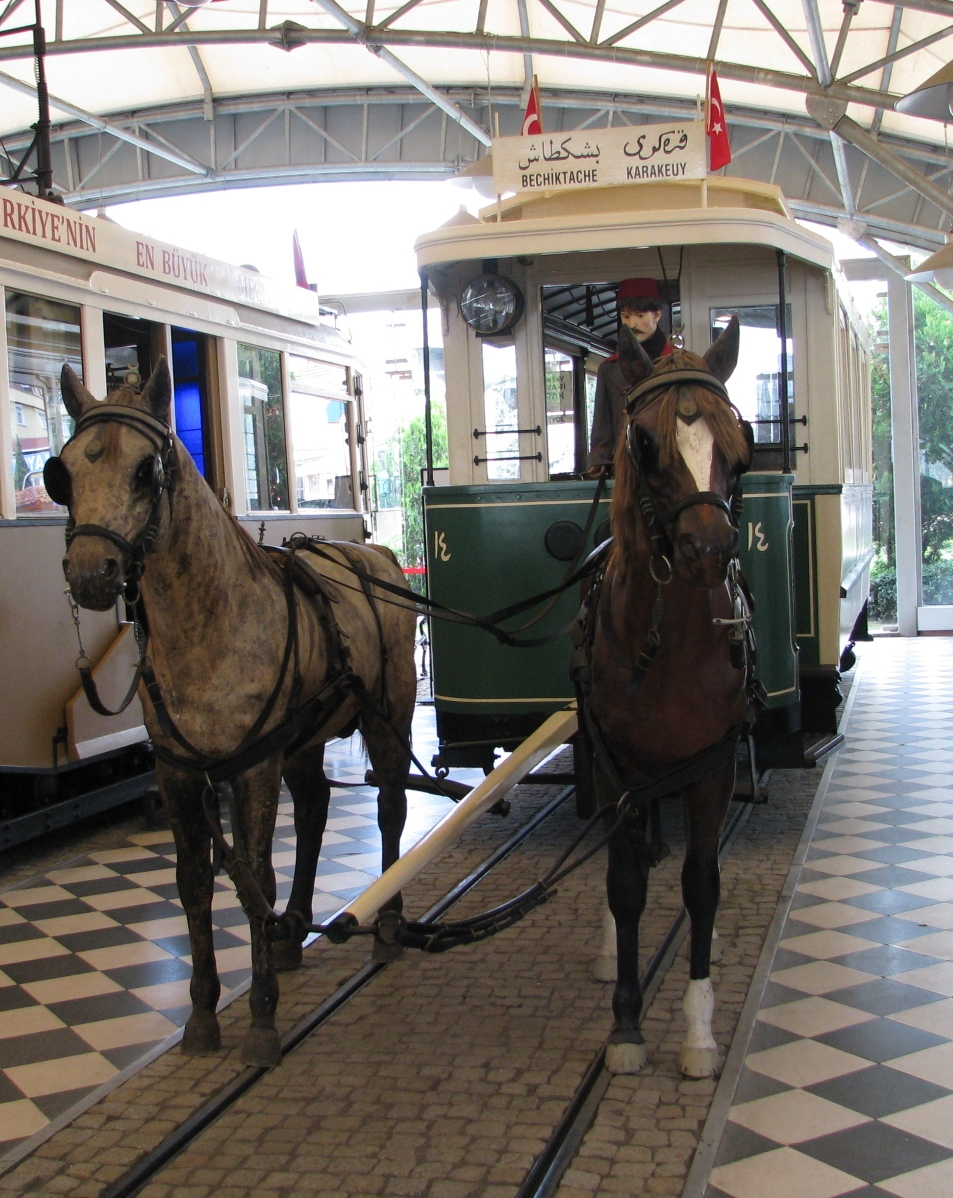
라흐미 코츠 박물관에 전시된 마차철도 모형

이스탄불의 첫번째 트램은 도입된 1872년 마차철도였다. 마차철도는 1912년까지 운행됐다. 그 후 전차가 마차철도의 서비스를 대신했다. 전차는 1966년까지 이스탄불의 주요 대중교통 수단이었다.

## 노선

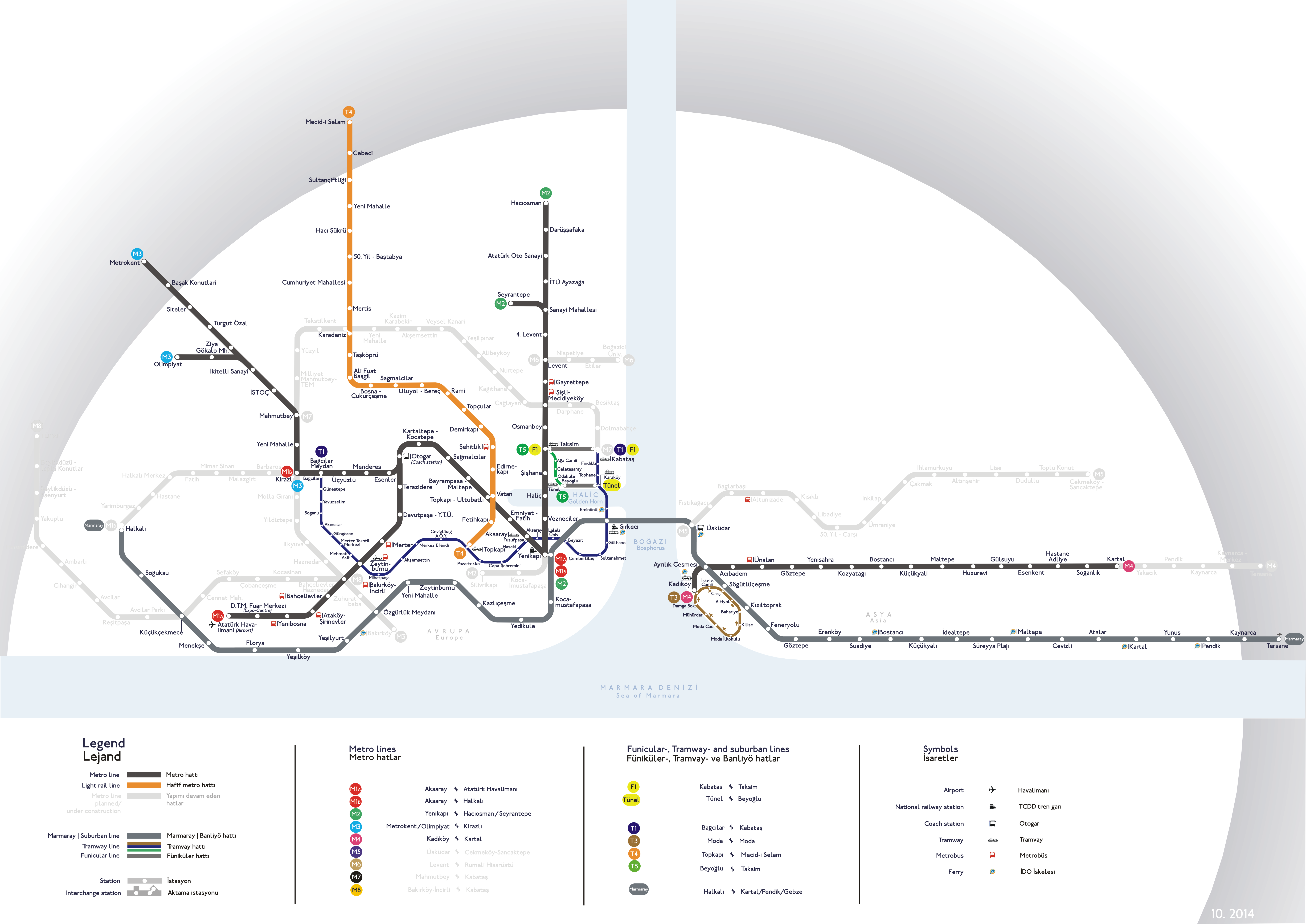
이스탄불의 전차 라인 T1 (파랑색) T3(고동색) T4 (오렌지색) T5(연두색)

전차 노선인 T1은 카바타쉬(Kabataş)에서 바즈라르(Bağcılar)까지 운행한다.

## 사진

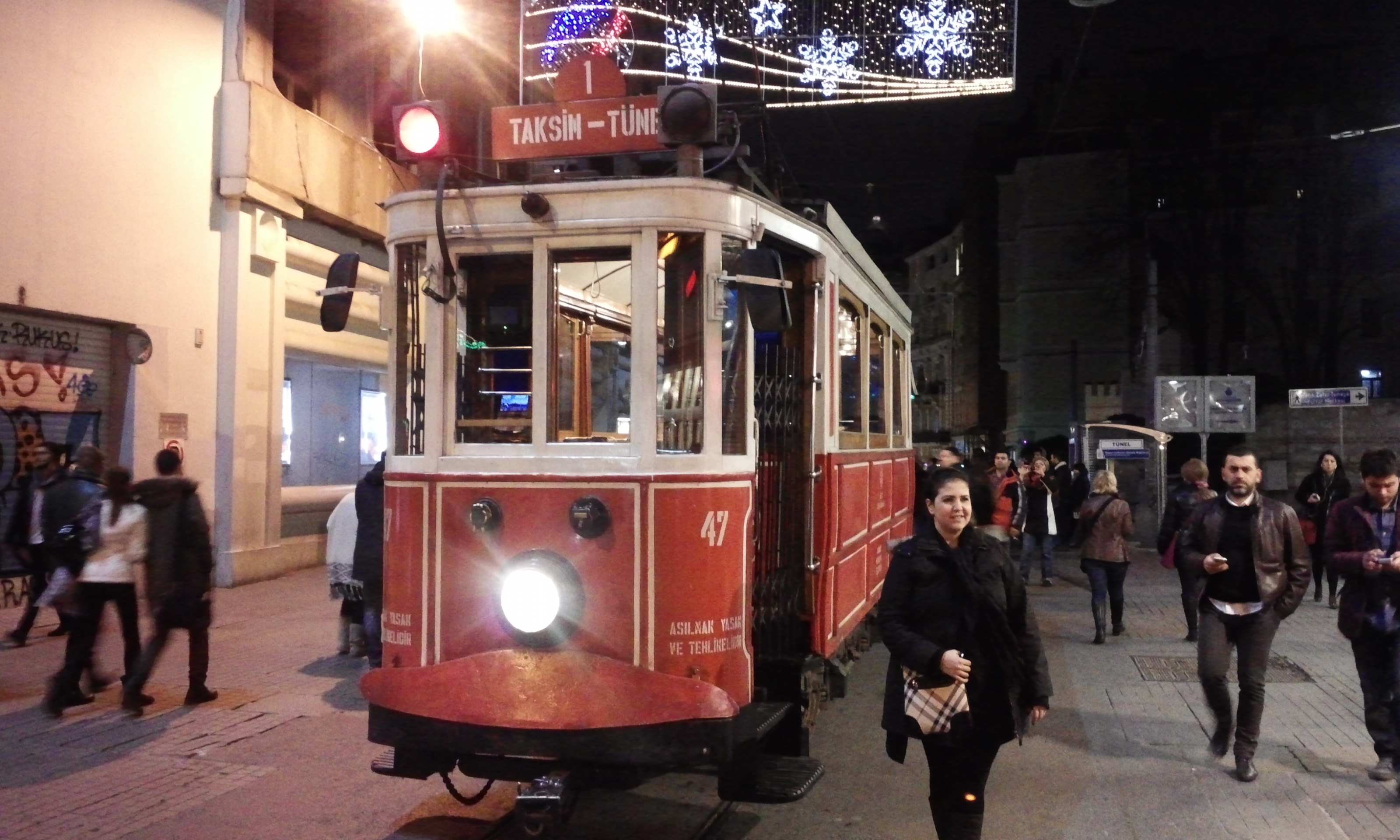
2015년 1월 이스티클랄 거리의 전차

## 같이 보기
- 이스탄불의 대중 교통